# Фантаз
Фантаз (на гръцки: Φαντασός) в древногръцката митология е бог на сънищата.
Според Овидий, Фантаз е един от хилядата синове на Хипнос, бог с много лица, който се явява в сънищата само под формата на неодушевени предмети – вълни, дървета, скали и др. Той има двама братя, единият е Морфей, който се появява в сънищата в човешка форма и другия Икел, който се появява в сънищата във формата на зверове.  Имената на тримата братя не се срещат никъде по-рано от Овидий и може би са измислица на Овидий. Трип нарича тези три фигури „литературни, а не митични понятия“.